# Кетуба (Північна Кароліна)
Кетуба (англ. Catawba) — місто (англ. town) в США, в окрузі Кетоба штату Північна Кароліна. Населення — 702 особи (2020).

## Географія
Кетуба розташована за координатами 35°42′22″ пн. ш. 81°4′2″ зх. д. / 35.70611° пн. ш. 81.06722° зх. д. (35.706188, -81.067279).  За даними Бюро перепису населення США в 2010 році місто мало площу 10,34 км², з яких 10,18 км² — суходіл та 0,17 км² — водойми.

## Демографія
Згідно з переписом 2010 року, у місті мешкали 603 особи в 251 домогосподарстві у складі 174 родин. Густота населення становила 58 осіб/км².  Було 297 помешкань (29/км²).
Расовий склад населення:
| - 71,3 % — білих - 21,6 % — чорних або афроамериканців - 1,0 % — азіатів - 0,7 % — корінних американців - 4,0 % — осіб інших рас |

До двох чи більше рас належало 1,5 %. Частка іспаномовних становила 6,5 % від усіх жителів.
За віковим діапазоном населення розподілялося таким чином: 18,6 % — особи молодші 18 років, 59,8 % — особи у віці 18—64 років, 21,6 % — особи у віці 65 років та старші. Медіана віку мешканця становила 46,2 року. На 100 осіб жіночої статі у місті припадало 95,8 чоловіків;  на 100 жінок у віці від 18 років та старших — 94,1 чоловіків також старших 18 років.
Середній дохід на одне домашнє господарство  становив 56 867 доларів США (медіана — 54 231), а середній дохід на одну сім'ю — 67 396 доларів (медіана — 59 886). Медіана доходів становила 46 250 доларів для чоловіків та 46 750 доларів для жінок. За межею бідності перебувало 6,5 % осіб, у тому числі 0,0 % дітей у віці до 18 років та 10,5 % осіб у віці 65 років та старших.
Цивільне працевлаштоване населення становило 268 осіб. Основні галузі зайнятості: виробництво — 36,9 %, освіта, охорона здоров'я та соціальна допомога — 11,9 %, науковці, спеціалісти, менеджери — 9,3 %, фінанси, страхування та нерухомість — 7,8 %.